# Zabrody (gmina Kościerzyna)
Zabrody (kaszub. Zôbrodë) – osada w Polsce położona w województwie pomorskim, w powiecie kościerskim, w gminie Kościerzyna na terenie Wdzydzkiego Parku Krajobrazowego wśród lasów i nad jeziorem Wdzydzkim naprzeciwko zamieszkanej wyspy Ostrów Wielki. Wchodzi w skład sołectwa Wdzydze.
W latach 1975–1998 miejscowość administracyjnie należała do województwa gdańskiego.

## Nazwy źródłowe miejscowości
kaszb. Zabrodë, niem. Zabroddi